# Mönchstraße 38 (Stralsund)
Das Haus Mönchstraße 38 ist ein denkmalgeschütztes Bauwerk in der Mönchstraße in Stralsund. Das Haus wird, seit es vom Stralsund Museum genutzt wird, auch Museumshaus genannt.

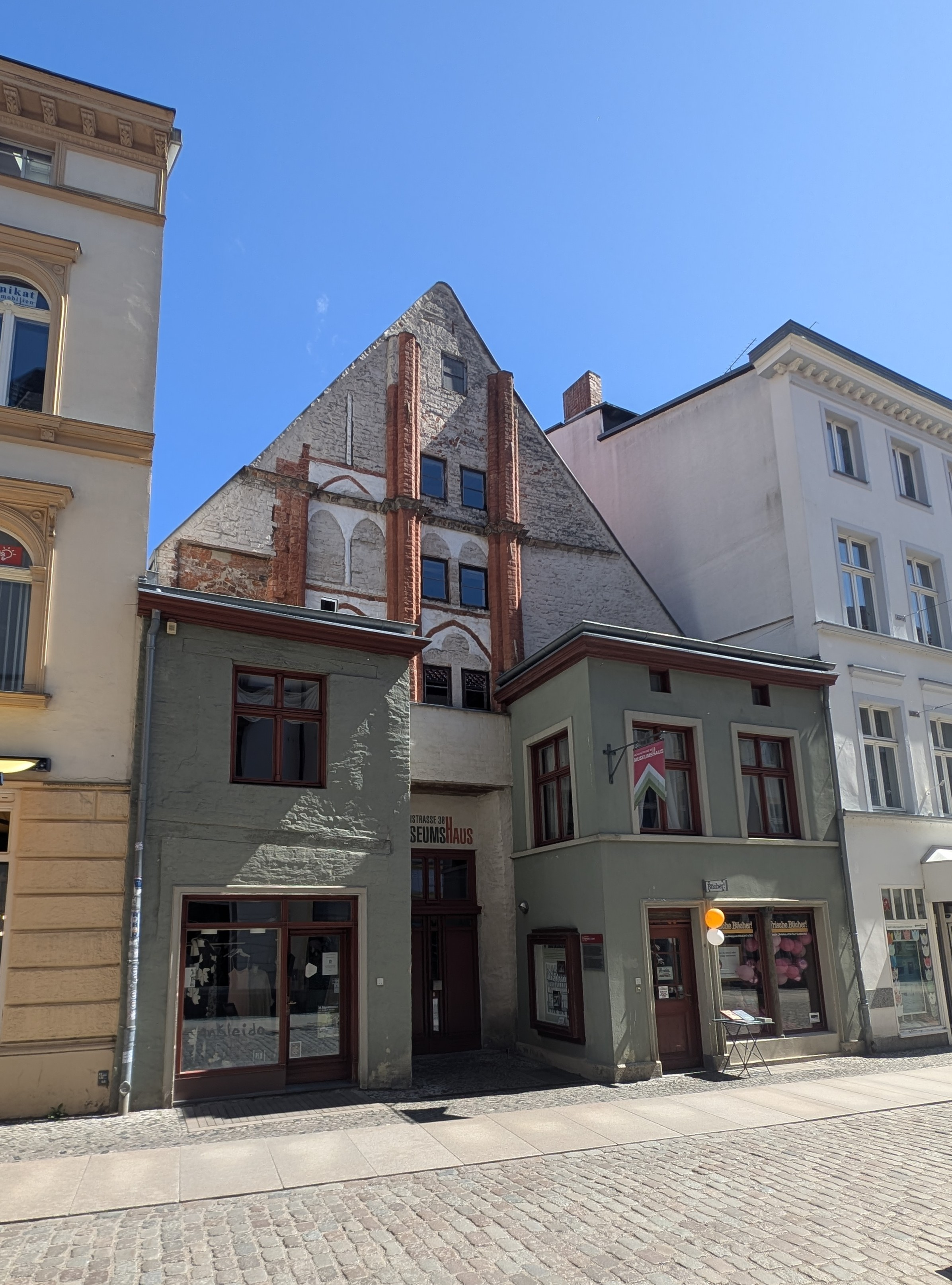
Mönchstraße 38 (2025)

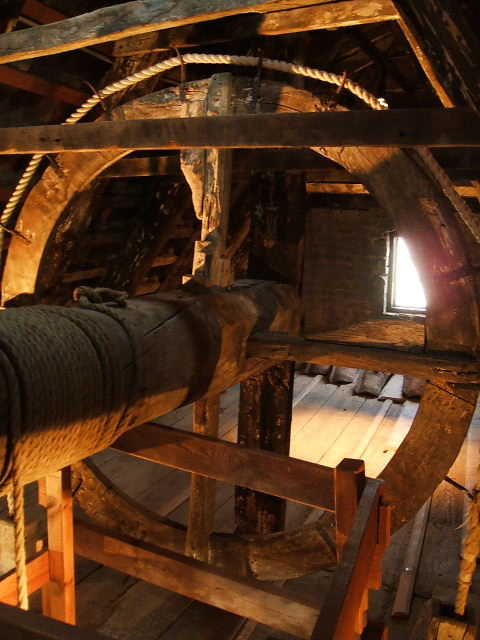
Aufzugsrad im Spitzboden (2007)

Das zweigeschossige, schlicht gestaltete Giebelhaus ist eines der ältesten Bürgerhäuser Stralsunds. Es wurde im 14. Jahrhundert als Krämerhaus errichtet. Das Dachwerk, welches in die ersten Jahre nach 1300 datiert wird und von einem hölzernen Vorgängerbau mit Fachwerkgiebeln stammt, ist noch fast vollständig erhalten. Vom gotischen Backsteinbau sind die Pfeilervorlagen am straßenseitigen Giebel, der Hofgiebel und Teile der inneren Konstruktion wie das Aufzugsrad, erhalten. Im 17. und im 19. Jahrhundert wurden Veränderungen vorgenommen, viele Einbauten und Ausstattungselemente stammen von diesen Baumaßnahmen. Die beiden Utluchten, die der Fassade vorgelagert sind und die mittelalterliche Bauflucht überschritten, stammen aus dem 18. Jahrhundert.
Der Putzbau besitzt vier Speicherböden. Im Keller und im Spitzboden sind die ältesten Gebäudedetails zu finden. Das Aufzugsrad aus der Zeit der Gotik gehört zu den ältesten Nordeuropas. Der steinerne Fußboden in der Diele stammt aus dem 14. Jahrhundert, die „hübsche Stube“ mit barocker Wohnwand aus dem 17. Jahrhundert und eine zweiflügelige Tür aus der Zeit des Rokoko. Die überlieferte Holzbalkendecke zeigt Spuren gotischer Malerei. Die Fassade zeigt ebenfalls Spuren gotischer Dekorationen. Das Gebäude wurde von 1996 bis 1999 von der Deutschen Stiftung Denkmalschutz saniert und restauriert. Seitdem ist das Haus eine Außenstelle des Stralsund Museums und kann vom Kaufkeller bis zum Dach besichtigt werden. Ein Kurzfilm dokumentiert die Restaurierung des Objekts. Die Ausstellung umfasst Einrichtungsgegenstände aus dem Museumsbestand und Funde, die bei der Sanierung freigelegt werden. In den Utluchten sind Läden eingerichtet.
Das Haus steht im Kerngebiet des von der UNESCO als Weltkulturerbe anerkannten Stadtgebietes des Kulturgutes Historische Altstädte Stralsund und Wismar und ist in die Liste der Baudenkmale in Stralsund eingetragen.
2024 wurde durch den Historiker Andrew Wallis bekannt, dass der SS-Führer Herbert Lange seine Jugend im Haus verbracht hat.